# Findung
Als Findung wird ein Vorgang bezeichnet, bei dem ein Mensch oder eine Gruppe von Menschen einen Erkenntnisprozess durchschreitet und in gemeinsamer Verantwortung bis zu einem alle befriedigenden Resultat oder einer einvernehmlichen Handlungsweise bringt. Bei Bestehen unterschiedlicher Meinungen geht die Findung weit über einen bloßen Kompromiss oder das Ergebnis einer akzeptablen Stimmenmehrheit hinaus. Im Gegensatz zur Suche als Prozess, der mit dem (Auf-)Finden als Ereignis abgeschlossen wird, bezeichnet die Findung den fortschreitenden Erkenntniszuwachs (Findung der eigenen Identität).

## Findung mit dem Ziel einer Erkenntnis
Bei der Findung mit dem Ziel einer Erkenntnis kann es sich um einen wissenschaftlichen Erkenntnisprozess, um juridische Meinungsbildung, etwa bei schwierigen Urteilsfindungen, um Wege zu fundierten Diagnosen oder Handlungsweisen in der Medizin oder der Marktforschung, oder um die Suche nach vertiefter geistlicher Erkenntnis – z. B. im Judentum die Sammlung von Responsen zum Aufbau der Halacha, oder im Christentum für Biblische Exegese oder interdisziplinäre Bibelforschung handeln.

## Findung von geeigneten Personen
Eine noch größere Bedeutung hat ein Findungsprozess, wenn es sich um die Suche nach den für eine Funktion oder heikle Aufgabe am besten geeigneten Personen handelt. Hier werden unterschiedliche Sichtweisen der einzelnen Gruppenmitglieder – und ihr mündlicher Austausch darüber – zum besonderen Vorteil des Prozesses, wenn ein guter, konstruktiver Umgang mit Differenzen und Konflikten das gemeinsame Ziel immer klarer und in vielfältigsten Facetten hervortreten lässt.
Die Suche nach geeigneten Personen soll sich nicht von Vermutungen leiten lassen, ob diese Person(en) die Aufgabe auch übernehmen würden. Eine große Rolle spielen
- die Zielvorstellungen der Rats-/Gruppenmitglieder
- und ihr gegenseitiges Vertrauen und Offenheit,
- die Ortung und Benennung der Bedürfnisse, die mit der jeweilige Aufgabe zusammenhängen
- und besonders die Charismen (weniger die Mängel) der angedachten Personen,
- wobei auch die Emotionen von Gruppenmitgliedern gewissen Platz haben sollen.

Durch den Austausch dieser Aspekte wird das Ziel des Findungsprozesses zunehmend klarer und zuletzt meist Einhelligkeit erreicht. Der gefundenen Person ihre Charismen und das Vertrauen zusprechen kann große Energien freisetzen und ihre Zweifel relativieren. Wenn die Findung mehrere Personen ergibt, kann die abschließende Entscheidungsfindung in Untergruppen vorbereitet oder auch in einer gemeinsamen Sitzung getroffen werden.
Unter anderem werden folgende Vorgehensweisen angewandt
- bei Marriage Encounter zur Findung und Beauftragung periodisch wechselnder Leitungsfunktionen
- und bei anderen Erneuerungsbewegungen für Leitungs- und Spezialaufgaben;
- in ähnlicher Art seit langem zur Findung des jeweils nächsten Dalai Lama
- und teilweise zur Findung von Mitgliedern hoher Gerichte oder Räte.